# Marco Koers
Marco Koers (1970) is een Nederlands schrijver. 

## Biografie
Na de middelbare school gaat Koers werken in de ICT. Als hij 26 jaar is, richt hij zijn eerste bedrijf op samen met een compagnon. Na de verkoop hiervan wordt hij divisie-directeur bij een middelgrote ICT-onderneming in Purmerend. Koers koopt na verloop van tijd de aandeelhouders in deze divisie uit en gaat als zelfstandig bedrijf verder. Dit bedrijf wordt in 2000 aan het voormalig beursgenoteerde bedrijf UCC te Nieuwegein verkocht. Koers gaat hierna verder als freelancer en adviseert bedrijven op het gebied van ICT en strategie. Marco Koers is naast schrijver ook spreker. Hij geeft lezingen over burn-out, BDE's en balans in werken en leven.

## Schrijver
In 2009 debuteerde Koers met zijn boek Komt een manager bij de dokter, dat in eigen beheer werd uitgegeven. Hij verkent hierin de 24-uurs economie en het Het Nieuwe Werken en welke gevolgen dit kan hebben voor de samenleving; de ratrace. Daarna schrijft hij: Egoloos - De Waarheid over Ontwaken (2011). Egoloos is het vervolg op Komt een manager bij de dokter. In dit boek beschrijft Koers hoe de gevolgen van de ratrace kunnen uitmonden in een burn-out. In Egoloos worden persoonlijke ervaringen afgewisseld met handvatten en theorieën over "Hoe kan een burn-out worden voorkomen". In 2012 verschijnt zijn derde boek "Ik, louter mezelf - Het laatste taboe" in beperkte oplage. Hij tast met dit boek de wereld van goeroes, spirituele opleidingen en coaches af.